# Józef Kawczyński (komunista)
Józef Kawczyński pseud. Gruby, Twardy, Zielony, Dębski, Grzegorz (ur. 26 stycznia 1868 w Kłocku, zm. 24 kwietnia 1955 w Łodzi) – polski tkacz, działacz komunistyczny.

## Życiorys
Od 16. roku życia pracował w fabryce włókienniczej w Łodzi, w 1891 wstąpił do Związku Robotników Polskich, a w 1893 do SDKP. XI 1894 aresztowany i do X 1895 więziony w Piotrkowie, po czym skazany na przymusowe osiedlenie w Rosji. 1895-1904 pracował i działał w SDPRR w guberni twerskiej, potem wrócił do Łodzi. Członek Koła Centralnego SDKPiL, a od 1905 Komitetu Łódzkiego SDKPiL. Od 1907 członek Zarządu Dzielnicowego (ZD) SDKPiL dzielnicy Górna w Łodzi. Był delegatem w Łodzi na V Zjazd SDKPiL w Londynie w maju 1907. XI 1907 aresztowany i III 1908 skazany na osiedlenie w guberni archangielskiej przez 2 lata. Po powrocie nadal działał w SDKPiL, po rozłamie w 1913 we frakcji "zarządowców", w latach I wojny światowej był działaczem Związku Zawodowego Robotników i Robotnic Przemysłu Włóknistego, VII 1916 wybrany na delegata oddziału łódzkiego na II Zjazd tego Związku. W styczniu 1917 kandydował do Rady Miejskiej. Członek zarządu Robotniczego Stowarzyszenia Spożywców "Robotnik", od XI 1918 członek Rady Delegatów Robotniczych (RDR) miasta Łodzi, od XII 1918 – połączonej Rady. Działacz KPRP/KPP, z ramienia której brał udział w IV Zjeździe związku zawodowego włókniarzy 23-24 XI 1919 w Łodzi. W 1920, w związku z wojną z Rosją sowiecką, został internowany w obozie na Dąbiu. Był tkaczem i tokarzem w wielu fabrykach włókienniczych, wielokrotnie zwalniany z pracy za działalność komunistyczną. Od grudnia 1946 w PPR, potem w PZPR. Portier w Zakładach Przemysłu Wełnianego do 1950, później na rencie specjalnej.
20 stycznia 1955 został odznaczony Orderem Sztandaru Pracy I klasy.
Pochowany na cmentarzu Doły w Łodzi.